# Freddie Aguilar
Freddie Aguilar (ur. 5 lutego 1953 w Santo Tomas, Isabela, zm. 27 maja 2025 w Quezon City) – filipiński piosenkarz i kompozytor.
Jego najsłynniejszą kompozycją był utwór „Anak” (z tagalskiego „dziecko”), który stał się międzynarodowym przebojem i został nagrany w kilku wersjach obcojęzycznych, m.in. włoskiej, hiszpańskiej, niemieckiej i angielskiej.

## Dyskografia
| Rok  | Tytuł                                            | Wytwórnia                      |
| ---- | ------------------------------------------------ | ------------------------------ |
| 1978 | Anak                                             | Vicor Music/Sunshine           |
| 1979 | Freddie Aguilar                                  | PDU                            |
| 1980 | Diyosa                                           | Ugat Tunog ng Lahi/Vicor Music |
| 1980 | Freddie Aguilar (Stany Zjednoczone)              | RCA Records                    |
| 1983 | Magdalena                                        | G. Records International       |
| 1987 | Freddie Aguilar – Anak - Double "Best Of" Album  | Panarecord International       |
| 1987 | EDSA                                             | Ivory Music                    |
| 1988 | Sariling Atin                                    | Alpha Music                    |
| 1989 | Hala Bira                                        | Alpha Music                    |
| 1990 | Heart of Asia                                    | OctoArts International         |
| 1991 | Kumusta Ka                                       | AMP                            |
| 1991 | Freddie Aguilar                                  | AMP                            |
| 1992 | Pagbabalik Himig                                 | Vicor Music                    |
| 1993 | Minamahal Kita                                   | Alpha Music                    |
| 1994 | Anak (reedycja CD)                               | Vicor Music                    |
| 1994 | Diwa Ng Pasko                                    | Alpha Music                    |
| 1995 | Fifteen Years of Freddie Aguilar                 | Aguilar Music                  |
| 1995 | The Best of Freddie Aguilar                      | Alpha Music                    |
| 1997 | Freddie Aguilar Live! Global Tour (Vol. 1, 2, 3) | Aguilar Music / Vicor Music    |